# شین (روستا)
شین (به لاتین: Şin) یک منطقه مسکونی در جمهوری آذربایجان است که در شهرستان شکی واقع شده است. شین ۱۴۳۲ نفر جمعیت دارد.